# NGC 5275
NGC 5275 este o interacțiune de galaxii situată în constelația Câinii de Vânătoare. A fost descoperită în 25 mai 1881 de către Édouard Stephan⁠(d). Se află la o distanță de 133,66 de megaparseci de Pământ.